# Елиът (окръг, Кентъки)
Вижте пояснителната страница за други значения на Елиът.
Окръг Елиът (на английски: Elliott County) е окръг в щата Кентъки, Съединени американски щати. Площта му е 609 km², а населението - 6748 души (2000). Административен център е град Санди Хук.